# 里奥帕尔杜
里奥帕尔杜是巴西南大河州的一个市镇。总面积2050.531平方公里，总人口37803人，人口密度18.4人/平方公里。